# Mistrzostwa Europy w Strzelectwie 2017
Mistrzostwa Europy w Strzelectwie 2017 – 36. edycja mistrzostw Europy w strzelectwie, których zawody zostały rozegrane w Baku (w kompleksie Bakı Atıcılıq Mərkəzi), w dniach 21 lipca-4 sierpnia 2017 roku.
Klasyfikację medalową wygrała Ukraina przed Rosją i Włochami. Polska zajęła 24. pozycję w tej samej klasyfikacji.

## Medaliści

### Seniorzy
| Konkurencja                                | Data       | Złoto                                                                  | Srebro                                                                 | Brąz                                                                 |
| MĘŻCZYŹNI                                  |            |                                                                        |                                                                        |                                                                      |
| karabin, 50 m, 3 pozycje                   | 26 lipca   | Juryj Szczerbacewicz                                                   | Serhij Kulisz                                                          | Alexander Schmirl                                                    |
| karabin, 50 m, 3 pozycje (druż.)           | 26 lipca   | Białoruś · Juryj Szczerbacewicz · Witalij Bubnowicz · Ilja Czarnejka   | Norwegia · Odd Arne Brekne · Oyvind Flatla · Simon Claussen            | Niemcy · Michael Janker · André Link · Maximilian Dallinger          |
| karabin, 50 m, pozycja leżąca              | 24 lipca   | Juryj Szczerbacewicz                                                   | Thomas Mathis                                                          | Siergiej Kamienskij                                                  |
| karabin, 50 m, pozycja leżąca (druż.)      | 24 lipca   | Białoruś · Juryj Szczerbacewicz · Ilja Czarnejka · Witalij Bubnowicz   | Austria · Stefan Rumpler · Thomas Mathis · Alexander Schmirl           | Francja · Valérian Sauveplane · Alexis Raynaud · Rémi Moreno Flores  |
| karabin, 300 m, 3 pozycje                  | 31 lipca   | Alexis Raynaud                                                         | István Péni                                                            | Péter Sidi                                                           |
| karabin, 300 m, 3 pozycje (druż.)          | 31 lipca   | Francja · Alexis Raynaud · Valérian Sauveplane · Cyril Graff           | Szwajcaria · Jan Lochbihler · Gilles Defaux · Andrea Rossi             | Austria · Gernot Rumpler · Bernhard Pickl · Stefan Rumpler           |
| karabin, 300 m, pozycja leżąca             | 30 lipca   | Jan Lochbihler                                                         | Frank Fleischmann                                                      | Rajmond Debevec                                                      |
| karabin, 300 m, pozycja leżąca (druż.)     | 30 lipca   | Francja · Rémi Moreno Flores · Cyril Graff · Valérian Sauveplane       | Słowenia · Rajmond Debevec · Robert Markoja · Dusan Zisko              | Niemcy · Frank Fleischmann · Matthias Raiber · Jörg Niehüser         |
| karabin standardowy, 300 m                 | 1 sierpnia | Bernhard Pickl                                                         | Juho Kurki                                                             | Karl Olsson                                                          |
| karabin standardowy, 300 m (druż.)         | 1 sierpnia | Szwajcaria · Gilles Dufaux · Jan Lochbihler · Andrea Rossi             | Austria · Bernhard Pickl · Gernot Rumpler · Alexander Schmirl          | Francja · Valérian Sauveplane · Cyril Graff · Alexis Raynaud         |
| pistolet szybkostrzelny, 25 m              | 25 lipca   | Nikita Suchanow                                                        | Peeter Olesk                                                           | Christian Reitz                                                      |
| pistolet szybkostrzelny, 25 m (druż.)      | 24 lipca   | Niemcy · Christian Reitz · Aaron Sauter · Oliver Geis                  | Rosja · Nikita Suchanow · Aleksiej Klimow · Aleksander Alifirenko      | Ukraina · Pawło Korostylow · Wołodymyr Pasternak · Denys Kusznirow   |
| pistolet centralnego zapłonu, 25 m         | 31 lipca   | Yusuf Dikeç                                                            | Christian Reitz                                                        | Peeter Olesk                                                         |
| pistolet centralnego zapłonu, 25 m (druż.) | 31 lipca   | Ukraina · Pawło Korostylow · Roman Bondaruk · Wołodymyr Pasternak      | Niemcy · Christian Reitz · Pierre Michel · Michael Schleuter           | Francja · Boris Artaud · Clément Bessaguet · Franck Kiefer           |
| pistolet standardowy, 25 m                 | 30 lipca   | Pawło Korostylow                                                       | Christian Reitz                                                        | Aleksiej Klimow                                                      |
| pistolet standardowy, 25 m (druż.)         | 30 lipca   | Ukraina · Pawło Korostylow · Wołodymyr Pasternak · Roman Bondaruk      | Francja · Clément Bessaguet · Franck Kiefer · Boris Artaud             | Rosja · Aleksiej Klimow · Nikita Suchanow · Aleksander Alifirenko    |
| pistolet, 50 m                             | 22 lipca   | Pawło Korostylow                                                       | Damir Mikec                                                            | Lauris Strautmanis                                                   |
| pistolet, 50 m (druż.)                     | 22 lipca   | Serbia · Dimitrije Grgić · Damir Mikec · Dusko Petrov                  | Ukraina · Pawło Korostylow · Ołeh Omelczuk · Wiktor Bankin             | Rosja · Denis Kołłakow · Nikołaj Kilin · Władimir Gontczarow         |
| trap                                       | 27 lipca   | David Kostelecký                                                       | Josip Glasnović                                                        | Giovanni Cernogoraz                                                  |
| trap (druż.)                               | 26 lipca   | Portugalia · João Azevedo · José Manuel Bruno Faria · José Silva       | Chorwacja · Josip Glasnović · Giovanni Cernogoraz · Marko Germin       | Czechy · David Kostelecký · Jiří Lipták · Vladimír Štěpán            |
| trap podwójny                              | 23 lipca   | Witalij Fokiejew                                                       | Hubert Olejnik                                                         | Wasilij Mosin                                                        |
| trap podwójny (druż.)                      | 23 lipca   | Włochy · Daniele Di Spigno · Antonino Barilla · Marco Innocenti        | Rosja · Witalij Fokiejew · Wasilij Mosin · Artem Nekrasow              | Malta · William Chetcuti · Nathan Lee Xuereb · Matthew Grech         |
| skeet                                      | 1 sierpnia | Milos Slavicek                                                         | Gabriele Rossetti                                                      | Stefan Nilsson                                                       |
| skeet (druż.)                              | 31 lipca   | Rosja · Anton Astachow · Aleksander Zemlin · Nikołaj Tieplij           | Włochy · Gabriele Rossetti · Riccardo Filippelli · Tammaro Cassandro   | Szwecja · Stefan Nilsson · Marcus Svensson · Henrik Jansson          |
| ruchoma tarcza, 50 m                       | 2 sierpnia | Jesper Nyberg                                                          | Emil Martinsson                                                        | Bedrich Jonas                                                        |
| ruchoma tarcza, 50 m (druż.)               | 2 sierpnia | Szwecja · Jesper Nyberg · Emil Martinsson · Rickard Johansson          | Rosja · Michaił Azarenko · Maksim Stepanow · Dmitrij Romanow           | Finlandia · Topi Hulkkonen · Heikki Lahdekorpi · Tomi-Pekka Heikkila |
| ruchoma tarcza, 50 m, mix                  | 3 sierpnia | Emil Martinsson                                                        | Michaił Azarenko                                                       | Topi Hulkkonen                                                       |
| ruchoma tarcza, 50 m, mix (druż.)          | 3 sierpnia | Rosja · Michaił Azarenko · Maksim Stepanow · Dmitrij Romanow           | Szwecja · Emil Martinsson · Jesper Nyberg · Rickard Johansson          | Finlandia · Topi Hulkkonen · Heikki Lahdekorpi · Tomi-Pekka Heikkila |
| KOBIETY                                    |            |                                                                        |                                                                        |                                                                      |
| karabin, 50 m, 3 pozycje                   | 27 lipca   | Seonaid McIntosh                                                       | Franizska Peer                                                         | Jolyn Beer                                                           |
| karabin, 50 m, 3 pozycje (druż.)           | 27 lipca   | Wielka Brytania · Seonaid McIntosh · Jennifer McIntosh · Katie Gleeson | Ukraina · Natalia Kalnys · Lessja Leskiw · Darija Szaripowa            | Francja · Romane Matte · Laurence Brize · Marie Fayolle              |
| karabin, 50 m, pozycja leżąca              | 24 lipca   | Jennifer McIntosh                                                      | Darija Szaripowa                                                       | Marie Enqvist                                                        |
| karabin, 50 m, pozycja leżąca (druż.)      | 24 lipca   | Ukraina · Darija Szaripowa · Natalia Kalnysz · Lessja Leskiw           | Niemcy · Silvia Rachl · Beate Köstel · Jolyn Beer                      | Austria · Nadine Ungerank · Olivia Hofmann · Franziska Peer          |
| karabin, 300 m, 3 pozycje                  | 30 lipca   | Franziska Peer                                                         | Lisa Müller                                                            | Sina Oleane Busk                                                     |
| karabin, 300 m, 3 pozycje (druż.)          | 30 lipca   | Szwajcaria · Silvia Guignard · Myriam Brühwiler · Andrea Brühlmann     | Polska · Sylwia Bogacka · Karolina Kowalczyk · Paula Wrońska           | Ukraina · Lessja Leskiw · Natalia Kalnysz · Swietłana Bojkowa        |
| karabin, 300 m, pozycja leżąca             | 29 lipca   | Elin Ahlin                                                             | Olivia Hofmann                                                         | Anna Normann                                                         |
| karabin, 300 m, pozycja leżąca (druż.)     | 29 lipca   | Szwecja · Elin Ahlin · Anna Normann · Marie Enqvist                    | Niemcy · Eva Rösken · Lisa Müller · Sandra Georg                       | Estonia · Anzela Voronova · Liudmila Kortshagina · Tuuli Kübarsepp   |
| pistolet sportowy, 25 m                    | 28 lipca   | Monika Karsch                                                          | Klaudia Breś                                                           | Marija Grozdewa                                                      |
| pistolet sportowy, 25 m (druż.)            | 27 lipca   | Niemcy · Monika Karsch · Michelle Skeries · Doreen Vennekamp           | Bułgaria · Marija Grozdewa · Antoaneta Boniewa · Monika Kostowa        | Francja · Mathilde Lamolle · Stéphanie Tirode · Sandrine Goberville  |
| trap                                       | 25 lipca   | Arianna Perilli                                                        | Jekaterina Rabaja                                                      | Satu Makela-Nummela                                                  |
| trap (druż.)                               | 26 lipca   | Rosja · Jekaterina Rabaja · Tatiana Barsuk · Julia Tugołukowa          | Francja · Marina Sauzet · Delphine Réau · Mélanie Couzy                | Słowacja · Zuzana Rehak-Stefecekova · Jana Špotáková · Nina Slamkova |
| skeet                                      | 30 lipca   | Lucie Anastassiou                                                      | Andri Eleftheriou                                                      | Christine Wenzel                                                     |
| skeet (druż.)                              | 31 lipca   | Włochy · Diana Bacosi · Katiuscia Spada · Simona Scocchetti            | Ukraina · Wiktorija Czerwiakowa · Iryna Małowiczko · Weronika Milczewa | Cypr · Panagiota Andreou · Andri Eleftheriou · Konstantia Nikolaou   |

### Juniorzy
| Konkurencja                           | Data       | Złoto                                                           | Srebro                                                                  | Brąz                                                                  |
| MĘŻCZYŹNI                             |            |                                                                 |                                                                         |                                                                       |
| karabin, 50 m, 3 pozycje              | 25 lipca   | Filip Nepejchal                                                 | Zalán Pekler                                                            | Andrej Gołowkow                                                       |
| karabin, 50 m, 3 pozycje (druż.)      | 25 lipca   | Rosja · Andrej Gołowkow · Jewgienij Iszczenko · Artem Filippow  | Czechy · Filip Nepejchal · František Smetana · Jiří Přívratský          | Finlandia · Cristian Friman · Matias Kiuru · Sebastian Langstrom      |
| karabin, 50 m, pozycja leżąca         | 23 lipca   | Zalán Pekler                                                    | Cameron Pirouet                                                         | Borna Petanjek                                                        |
| karabin, 50 m, pozycja leżąca (druż.) | 23 lipca   | Niemcy · David Könders · Luc Fabian Dingerdissen · Kai Dembeck  | Norwegia · Henrik Larsen · Jon-Hermann Hegg · Benjamin Tingsrud Karlsen | Węgry · Zalán Pekler · Peter Vas · Csaba Kovács                       |
| pistolet sportowy, 25 m               | 29 lipca   | Ernests Erbs                                                    | Edouard Dortomb                                                         | Danił Szichow                                                         |
| pistolet sportowy, 25 m (druż.)       | 29 lipca   | Rosja · Danił Szichow · Jegor Ismakow · Aleksnader Petrow       | Ukraina · Jurij Koliesnik · Pawło Krepostniak · Maksym Horodynec        | Francja · Edouard Dortomb · Clement Greffier · Laurent Cussigh        |
| pistolet szybkostrzelny, 25 m         | 25 lipca   | Matej Rampula                                                   | Maksym Horodynec                                                        | Pawło Krepostniak                                                     |
| pistolet szybkostrzelny, 25 m (druż.) | 24 lipca   | Ukraina · Maksym Horodynec · Pawło Krepostniak · Denys Worona   | Niemcy · Florian Peter · Christoph Lutz · Philip Heyer                  | Rosja · Jegor Ismakow · Danił Szichow · Aleksander Petrow             |
| pistolet standardowy, 25 m            | 30 lipca   | Pawło Krepostniak                                               | Danił Szichow                                                           | Ernests Erbs                                                          |
| pistolet standardowy, 25 m (druż.)    | 30 lipca   | Rosja · Danił Szichow · Aleksnader Petrow · Jegor Ismakow       | Ukraina · Pawło Krepostniak · Jurij Koliesnik · Maksym Horodynec        | Niemcy · Christoph Lutz · Florian Peter · Philip Heyer                |
| pistolet, 50 m                        | 22 lipca   | Robin Walter                                                    | Anton Aristarkow                                                        | Alessio Torracchi                                                     |
| pistolet, 50 m (druż.)                | 22 lipca   | Włochy · Alessio Torracchi · Paolo Monna · Franco Caputo        | Polska · Oskar Miliwek · Patrk Sakowski · Kacper Jurasz                 | Rosja · Anton Aristarkow · Aleksander Petrow · Michaił Isakow         |
| trap                                  | 27 lipca   | Vili Kopra                                                      | Teo Petroni                                                             | Emanuele Buccolieri                                                   |
| trap (druż.)                          | 26 lipca   | Włochy · Emanuele Buccolieri · Teo Petroni · Matteo Marongiu    | Finlandia · Vili Kopra · Matias Koivu · Niko Kopra                      | Francja · Clément Bourgue · Jason Picaud · Nathan Thuillier           |
| skeet                                 | 1 sierpnia | Johan Birklykke                                                 | Elia Sdruccioli                                                         | Emil Kjelgaard Petersen                                               |
| skeet (druż.)                         | 31 lipca   | Włochy · Elia Sdruccioli · Valerio Palmucci · Erik Pittini      | Dania · Johan Birklykke · Emil Kjelgaard Petersen · Alexander Karlsen   | Cypr · Nicolas Vasiliou · Christodoulos Kokkinou · Petros Englezoudis |
| ruchoma tarcza, 50 m                  | 2 sierpnia | Igor Kizyma                                                     | Walerij Dawidow                                                         | Maksym Babuszok                                                       |
| ruchoma tarcza, 50 m, mix             | 3 sierpnia | Igor Kizyma                                                     | Andreas Bergström                                                       | Walerij Dawidow                                                       |
| KOBIETY                               |            |                                                                 |                                                                         |                                                                       |
| karabin, 50 m, 3 pozycje              | 27 lipca   | Anna Ilina                                                      | Jenny Stene                                                             | Milica Babić                                                          |
| karabin, 50 m, 3 pozycje (druż.)      | 27 lipca   | Norwegia · Jenny Stene · Regine Nesheim · Jeanette Hegg Duestad | Rosja · Tatiana Charkowa · Daria Bołdinowa · Maria Iwanowa              | Austria · Sheileen Waibel · Verna Zaisberger · Rebecca Köck           |
| karabin, 50 m, pozycja leżąca         | 24 lipca   | Sára Karasová                                                   | Selina Zimmermann                                                       | Marianne Palo                                                         |
| karabin, 50 m, pozycja leżąca (druż.) | 24 lipca   | Czechy · Sára Karasová · Nikola Foistova · Kateřina Kolaříková  | Norwegia · Regine Nesheim · Jenny Stene · Karina Stette                 | Niemcy · Selina Zimmermann · Leah Faust · Johanna Tripp               |
| pistolet sportowy, 25 m               | 28 lipca   | Mirosława Minczewa                                              | Anna Dedova                                                             | Veronika Major                                                        |
| pistolet sportowy, 25 m (druż.)       | 27 lipca   | Włochy · Rebecca Lesti · Giulia Campostrini · Maria Varricchio  | Węgry · Veronika Major · Boglarka Forrasi · Viktória Egri               | Rosja · Waleria Bannikowa · Nadieżda Kołoda · Tatiana Szkried         |
| trap                                  | 25 lipca   | Marie-Louis Meyer                                               | Bettina Valdorf                                                         | Greta Luppi                                                           |
| trap (druż.)                          | 25 lipca   | Niemcy · Marie-Louis Meyer · Bettina Valdorf · Kathrin Murche   | Włochy · Greta Lupri · Diana Ghilarducci · Giulia Grassia               | Rosja · Polina Kniażewa · Julija Sawielewa · Angelina Rudniewa        |
| skeet                                 | 30 lipca   | Artemis Kefalidou                                               | Jelena Buchonowa                                                        | Francesca Del Prete                                                   |
| skeet (druż.)                         | 30 lipca   | Włochy · Francesca Del Prete · Giada Longhi · Giulia Basso      | Rosja · Jelena Buchonowa · Alina Fazylzjanowa · Margarita Geworkian     | Niemcy · Maria Kalix · Eva-Tamara Reichert · Valentina Umhöfer        |

### Konkurencje mieszane
| Konkurencja            | Data       | Złoto                                          | Srebro                                              | Brąz                                        |
| karabin, 300 m (mikst) | 30 lipca   | Szwajcaria I                                   | Szwecja                                             | Austria II                                  |
| trap (mikst)           | 28 lipca   | Włochy I · Giovanni Pellielo · Jessica Rossi   | Słowenia · Tomaz Blazinsek · Jasmina Macek          | Rosja II · Maksim Smykow · Tatiana Barsuk   |
| skeet (mikst)          | 2 sierpnia | Francja I · Anthony Terras · Lucie Anastassiou | Cypr II · Dimitris Konstantinou · Andri Eleftheriou | Włochy I · Gabriele Rossetti · Diana Bacosi |

## Klasyfikacja medalowa
| Poz. | Reprezentacja   | złoto | srebro | brąz | Razem |
| ---- | --------------- | ----- | ------ | ---- | ----- |
| 1.   | Ukraina         | 10    | 8      | 4    | 22    |
| 2.   | Rosja           | 8     | 11     | 13   | 32    |
| 3.   | Włochy          | 8     | 5      | 5    | 18    |
| 4.   | Niemcy          | 7     | 10     | 8    | 25    |
| 5.   | Czechy          | 6     | 2      | 2    | 10    |
| 6.   | Szwecja         | 5     | 4      | 5    | 14    |
| 7.   | Francja         | 5     | 3      | 7    | 15    |
| 8.   | Szwajcaria      | 4     | 1      | 0    | 5     |
| 9.   | Białoruś        | 4     | 0      | 0    | 4     |
| 10.  | Wielka Brytania | 3     | 0      | 1    | 4     |
| 11.  | Austria         | 2     | 5      | 5    | 12    |
| 12.  | Norwegia        | 1     | 4      | 1    | 6     |
| 13.  | Węgry           | 1     | 3      | 3    | 7     |
| 14.  | Finlandia       | 1     | 2      | 6    | 9     |
| 15.  | Bułgaria        | 1     | 1      | 1    | 3     |
|      | Dania           | 1     | 1      | 1    | 3     |
|      | Serbia          | 1     | 1      | 1    | 3     |
| 18.  | Łotwa           | 1     | 0      | 2    | 3     |
| 19.  | Grecja          | 1     | 0      | 0    | 1     |
|      | Portugalia      | 1     | 0      | 0    | 1     |
|      | San Marino      | 1     | 0      | 0    | 1     |
|      | Turcja          | 1     | 0      | 0    | 1     |
| 23.  | Chorwacja       | 0     | 3      | 1    | 4     |
| 24.  | Polska          | 0     | 3      | 0    | 3     |
| 25.  | Cypr            | 0     | 2      | 2    | 4     |
| 26.  | Słowenia        | 0     | 2      | 1    | 3     |
| 27.  | Estonia         | 0     | 1      | 2    | 3     |
| 28.  | Słowacja        | 0     | 1      | 1    | 2     |
| 29.  | Malta           | 0     | 0      | 1    | 1     |